# Alingsås pastorat
Alingsås pastorat är ett pastorat i Kullings kontrakt i stiftet Skara stift i Svenska kyrkan.
Pastoratskoden är 031401.
Pastoratet omfattar följande församlingar:
- Alingsås församling
- Ödenäs församling
- Hemsjö församling